# 八巻正治
八巻 正治（やまき まさはる、1950年4月25日 - ）は、日本の牧師、尚絅学院大学元教授、『ラブリー・チャペル』元牧師、元篤志面接委員、クリスチャン・ソーシャルワーカー。北海道網走郡美幌町出身。
尚絅学院大学での担当科目は社会的養護、児童養護、社会福祉、相談援助であった。
前任校の弘前学院大学では障害者福祉論が担当科目であった。

## 学歴及び人物・経歴
- 北海道美幌高等学校普通科卒業（在学中は不登校児であった。）
- 順天堂大学体育学部健康教育学専攻卒業
- 青山学院大学文学部第2部教育学科卒業
- 東洋大学文学部第2部教育学科卒業
- 日本福祉大学福祉経営学部（通信教育部）医療・福祉マネジメント学科卒業
- 立教大学大学院文学研究科教育学専攻博士前期課程修了
- 米セント・チャールズ大学（カリフォルニア神学大学院日本校：提携校）修了
- ニューポート大学大学院博士課程修了
- 中部学院大学大学院人間福祉学研究科博士課程単位取得満期退学

美幌高校を卒業後、順天堂大学に進学。同大学卒業後、東京都立光明養護学校教諭を経て四国学院大学・梅花女子大学・西南女学院大学・大分大学・弘前学院大学・尚絅学院大学教授を歴任。博士（教育学）・博士（宗教学）。
重い知的障害を有する義弟を養育し、義弟のことを決して隠すことなくむしろ積極的に大学の授業や講演等で発言し、その生活の記録を妻・益恵との共著『君は麦畑の風の中を―さわやか福祉へのまなざし』にまとめた。その著書の中で、八巻は義弟に対し募らせた苛立ちを解消するために、現在では障害児の虐待にあたるとされる行為を行ったことを「そこで私は弟をしばしば怒鳴ったり、叩いたりしました」と率直に述べている（同書pp.141）。また、業務面に対する好影響については「例えば授業などでも、学生たちに話を具体的に伝えやすくなったこともそれです。実践論が主領域の私にとって、弟との日常生活で体験する出来事の一つひとつが仕事の材料ともなるのです」と述べている（同書pp.151）。同書の中で八巻は何度も繰り返し、誠実で敬虔なクリスチャンとして神様の愛と妻・益恵と義弟への愛情あふれる日常を伝えている。
東日本大震災時にはクリスチャン・ソーシャルワーカーとして『やまちゃんサービス』（八巻の名から命名）と称したボランティア活動を行っていた。活動内容としては被災者への米や餅等の支給、および「お茶会」の開催等であった。
インクルージョンの解説・紹介をしている。
2018年3月に尚絅学院大学を定年退職後、同大学・名誉教授。元白鷗大学非常勤講師（2021年3月に退任）。

### 週刊誌報道による学歴疑惑
2008年1月26日号の週刊現代に掲載された「ニセ博士ー『実名』と『言い訳』」の記事の中で八巻のニューポート大学大学院の博士号取得について取り上げられた。その記事の中で八巻は「日本の大学だって、海外ならば非認定校だ。ディプロマミルと同列視されるのは、不愉快だ」とコメントした。しかしこの報道ののち、ニューポート大学大学院博士課程修了の履歴を抹消した。

## キリスト教伝道者としての活動
キリスト教の大変に熱心な信者でもあり、香川県在住中には『ラブリー・チャペル』と称した福祉を専門とする教会を牧師として運営していた。妻・益恵（旧姓・服部）も教会伝道者として精力的に布教活動を行っていた。
しかし八巻と妻・益恵はキリスト教の布教活動を懸命に行っていたにも関わらず悲嘆にくれる妨害を受けたことを記している。「牧師活動を行ったことでしかし時には心ない学生から赤ペンで『八巻は教会に行くことを強制している！』などといった悲しい手紙が妻に届いたことさえありました。また研究室のドアに張ってある教会案内が傷つけられたこともあります。そうした迫害にも近い悲しい出来事はいっぱいあります。」と述べ、学生の信仰に対する無理解とそれをキリスト教系の大学でありながら問題視しない四国学院大学の管理運営に対して苦言を呈している（『前掲書』pp.125）。
一方で八巻は『聖書とハンディキャップ』の中で「精霊様のお働きを人間的な知恵をもって妨げない限りにおいて＜精霊様がわれわれの内で自由に働くことが出来るように配慮したとき＞そこにすばらしい神様の業が具体的に為されるのです。」「いくら大学で熱を込めて学問の真理を語ったにせよ、感涙を流してまでその人の生き方がダイナミックに変化することはありません（あくまでも私の教師としての力量からとらえると、ですが）。しかしそれまで虚無的な生き方をしていた学生が神様からの愛をいただいた瞬間、『これが、かつてのあの学生か！』と思えるほどの鮮やかな変化を見せるのです。そうしたケースに実際に私はこれまでいくつも出合ってきたのです。」とも述べている。
また八巻は聖書の『ルカによる福音書』19章の中の「ザアカイの回心」を引用し次のように述べている。「心身に機能的な制限を有するがために、様々な側面でハンディキャップを甘受せざるを得ない人がいます。そして、そうした人たちのなかで『自分は体が不自由だから幸せになれないのだ！』などと叫んでいるような人は、何よりも神様から自分自身が＜赦され、愛され、そして受けいられている存在である＞との＜まなざし＞が欠落しているのです。だからザアカイのごとくに表面的・物質的な部分での保有をめざしたり、あるいは他者を恨み、攻撃することによって自分の慰めとしているのです。しかしこれでは何ら根本的な解決にはなりません。そうした破壊的な人の末路は、ついにはその刃を自己へと向けざるを得ないのです。すなわち自己破壊（破滅）しか残された道はないのです。」と、このように恐ろしいまでの預言を福祉の専門的な教会、ラブリー・チャペルの牧師として行っている。
過酷な牧師生活を八巻は「妻は大学の通信教育で学び、私は大学での仕事を抱えながらの牧会活動です。加えて弟の養育です。『今日は何をしようか？』などといったゆとりは一日たりともないような生活です。しかし何とも言えないような充実感があるのです。喜びがあるのです。」と述べている。
札幌キリスト福音館牧師の三橋萬利は「著者自らが牧会している『ラブリー・チャペル』は、その豊富な経験と、鋭い学究の論理と信仰の行動に基づくものであって、特異なキリスト教会として我が国キリスト教会の中で、その存在は大きいと思うのです。」とラブリー・チャペルのありようについて高く評価している。

### 教会及び牧師批判
八巻は直接体験したこととして「大教会といわれる教会の牧師や大衆伝道者と称される人は多少のカリスマ性を有し、喜怒哀楽的でオーバーアクション的なメッセージは得意であったにせよ、個々人が有しているところのごく日常的な細かな問題に対して関わることは苦手で、しかも実に高慢な人をしばしば見かけます。実に悲しむべき事態です。」と指摘している。また八巻が「神様からの召命を受けて開拓伝道を開始して伝道者たちとの交わりに入ると、とたんに、あなたはどの神学校を出たのか、受洗者が何人与えられたか、開拓伝道を開始して何年でどれだけのメンバーが集められ、独立会堂が与えられたか、などといった話題で囲まれてしまいした。そして聖会へ行っても、実に悲しむべきことに、多くのメンバーを有している教会や多少名の知られている牧師先生たちが細々とした雑用をしている姿にあまりお目にかかったことがありません。」「また『自分は何年でこれだけのメンバーを有する教会を形成した』との教会成長論をしばしば聞きますが、まことにもって情けないかぎりです。」と述べ、「表面的・形式的な価値観で振り回される生き方は、主イエス様がここで示しておられるところの『真のいのち』を得るための生き方とはかけ離れているのではないかと私には強く思えるのです。」「あるいはまた教条主義的・自己満足的なセミナーが実に多く存在しております。かのルターの宗教改革（恵みのみ・信仰のみ・聖書のみ）は、まさしくこうしたところから生まれた筈なのですが、多くの教会の姿は今日もなお新たなるルターが必要とされるかのようです。」と教会や牧師に対する率直な心境を吐露した。このように八巻は主イエスの御心のみに沿う教会形成を切望する『ラブリー・チャペル』の牧師として、従来のきわめて形式的かつ表面的で数や量のみを重要視するような教会や牧師のありように対し恐れることなく著しい義憤を表明している。

## 安保法制についての考え
「ここしばらく『安保関連法案に反対せよ！』といったメールが、私が関係する、いくつかの組織体や個人から飛び込んできましたが、難民受け入れ問題に関しては、なにゆえか沈黙状態です。こうした点でも、やはり違和感がぬぐえないのです。」と反対派を手厳しく批判している。また「自衛隊、そして自衛官たちは、私たちの誇りです！」と自衛隊を賛美・称賛している。

## セクハラ問題についての考え
現在は削除されているが以前の八巻ブログの中で「次回は介助方法の学習です。しかし抱きかかえのデモンストレーションをしなくてはならないのに、相手が女性ですから、たとえ授業とはいえ、ボクが実際に抱きかかえるわけにもゆかず困っていました。余談ですが、ボクが普段、研究室のドアを開けたままにしているのも、こうした配慮からです。だから、いわゆる『セクハラ』なんて、ボクには無縁の世界です。だって、丸見えなんだから！サービス業ゆえ、『商品には手を触れない』のでありますヨ！」と当時、50歳を過ぎた大学教授にしてはハイテンションかつふざけた口調で記していた。
また学生へのメッセージ（教育方針等）の中で「一人一人の学習者に対して限りなき尊敬と信頼の念を持ちつつ、丁寧に接するように努力する。むろんセクシャルハラスメント的な言動については、さらに慎重な配慮に心がける。」と記していた。

## センスについての考え
八巻は自著の中で「だれでも『センス』は磨けるのです。しかしそのためには、人間理解を深める＜まなざし＞を養うための厳しい修練が必要なのです。プロとはみな、そうした厳しい修練を積んでいるのです。音楽家が日々のレッスンを欠かさないように、教師も『人間理解を深めるレッスン』を怠ってはなりません。」と述べ「年齢や経験、そして今までの人生背景等は関係ありません。『私は、この道、何年で……』などという教師に、センスの良い教師はいないのです。」と、教師に対して求道者のような生き方を求め、センスのない教師を批判している。

## 著書
- 『さわやかな風のように ―福祉のまなざしを求めて―』八巻正治著、キリスト新聞社、1990年[34][35]
- 『いのちを燃やす教育―養護学校の教師をめざして』 八巻正治著 黎明書房、1991年[36]
- 『聖書とハンディキャップ』 八巻正治 一粒社、1991年[37][36]
- 『君は麦畑の風の中を―さわやか福祉へのまなざし』 八巻正治、八巻益恵共著、樹心社、1992年、ISBN 9784795224438[38]
- 『羊の国で学んだこと ―ニュージーランドの特別教育と福祉―』八巻正治著、学苑社、1995年、ISBN 4761495049[39]
- 『アオテアロア/ニュージーランドの福祉 ―インクルージョンのまなざし』八巻正治著、学苑社、2001年[36]